# Papyrus (tv-serie)
Papyrus er en belgisk tegneserie der begyndte i bladet Spirou i 1974. De første historier var ugentlige føljetoner som i firserne udviklede sig til en selvstændig tegneserie.

## TV serie
Serien blev filmatiseret i 1998 og flere afsnit blev vist på DR1 i 2000-2001.

## Persongalleri
- Papyrus,
- Theti,
- Amenopher

## Handling
Den overordnede handling er fiskeren Papyrus arbejde for Farao og hans indvikling i komplotter og rænker mod kongefamilien, især Faraos datter Theti, fra guden Seths dyrkere.
Tegneserien har en lighed med Nofret og Christian Jacqs romaner i alvor og realisme mens den animerede udgave er tættere på Iznogood i opbygning og børnevenlighed.

## Andre produkter
Både et gameboy og cd-rom spil baseret på tegneserien blev produceret i 2000.